# Schrobenhausen
Schrobenhausen ist eine Stadt im oberbayerischen Landkreis Neuburg-Schrobenhausen. Sie ist ein Mittelzentrum in der Planungsregion Ingolstadt.

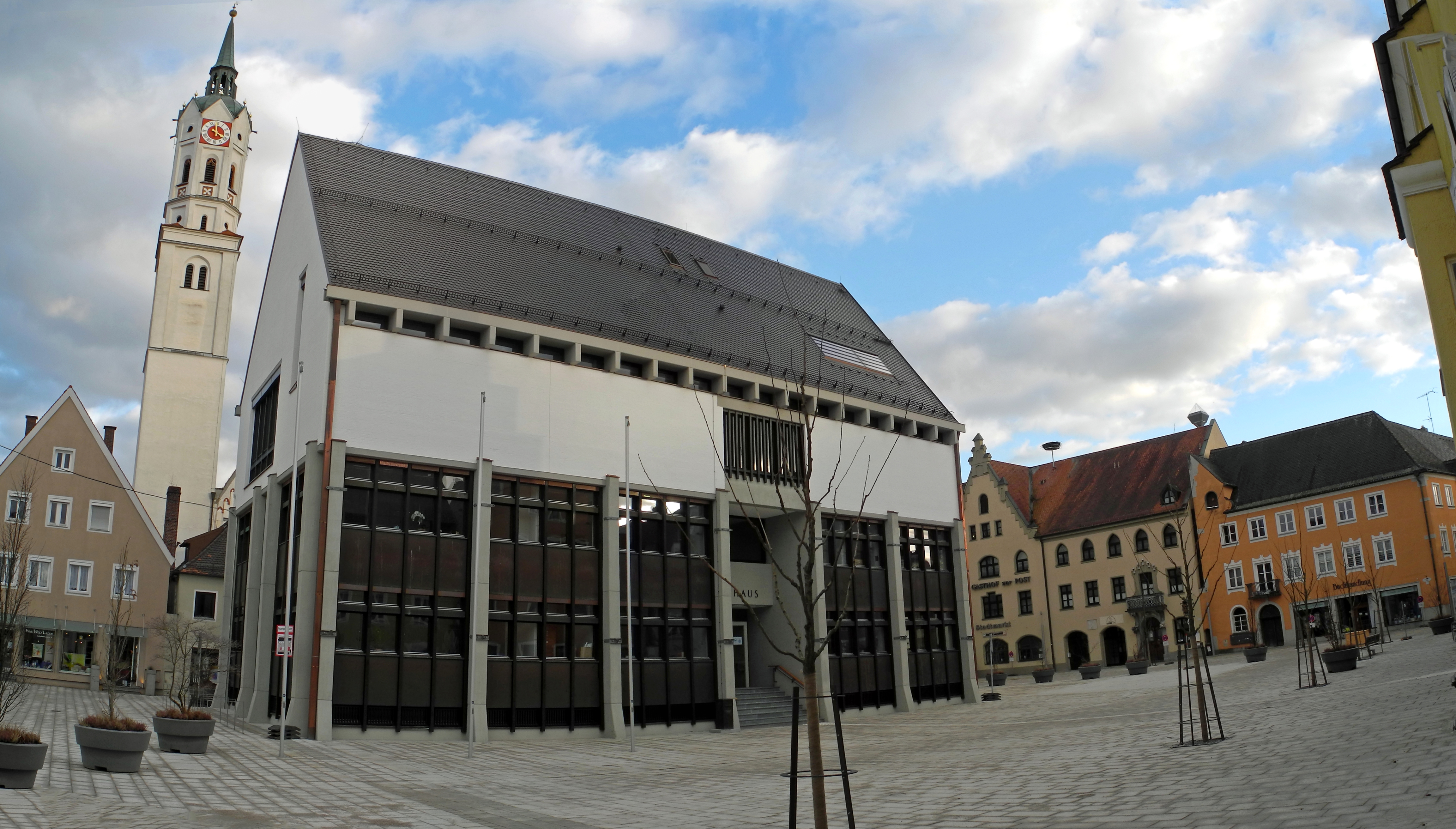
Das Neue Rathaus am Stadtplatz mit der Jakobskirche im Hintergrund

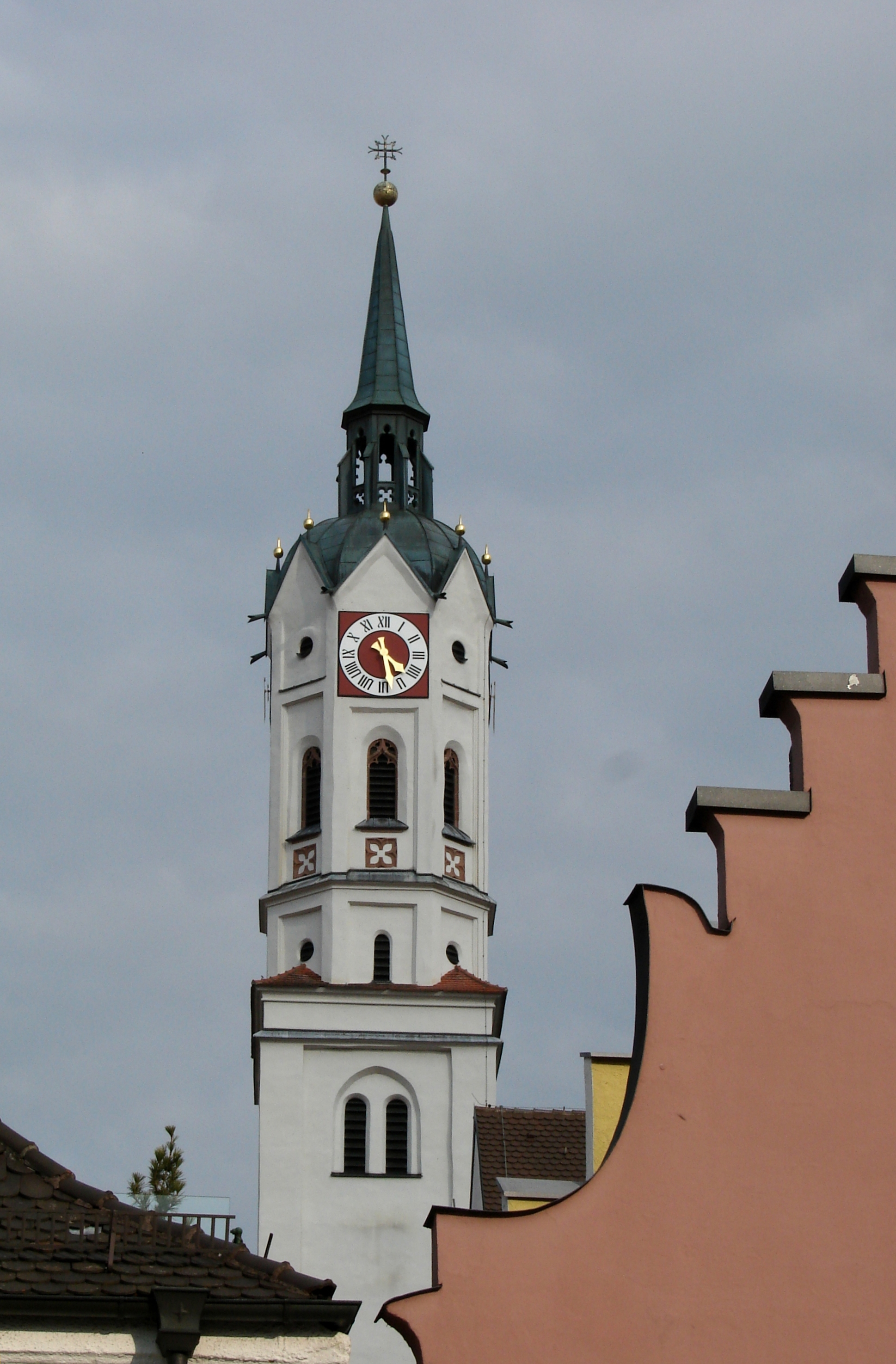
Blick vom Lenbachplatz zum Turm der Jakobskirche

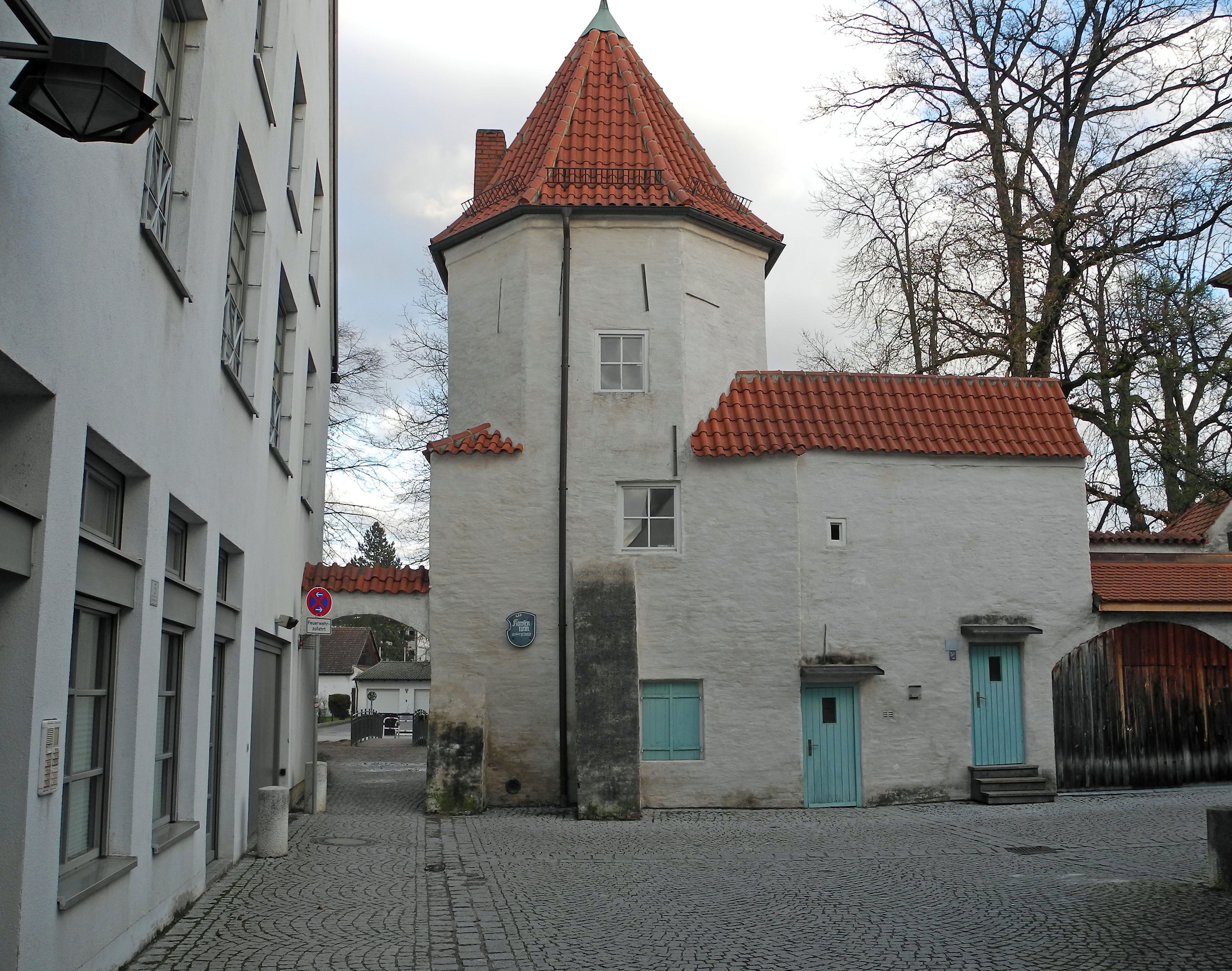
Karpfenturm – Teil des Stadtwalls von Schrobenhausen

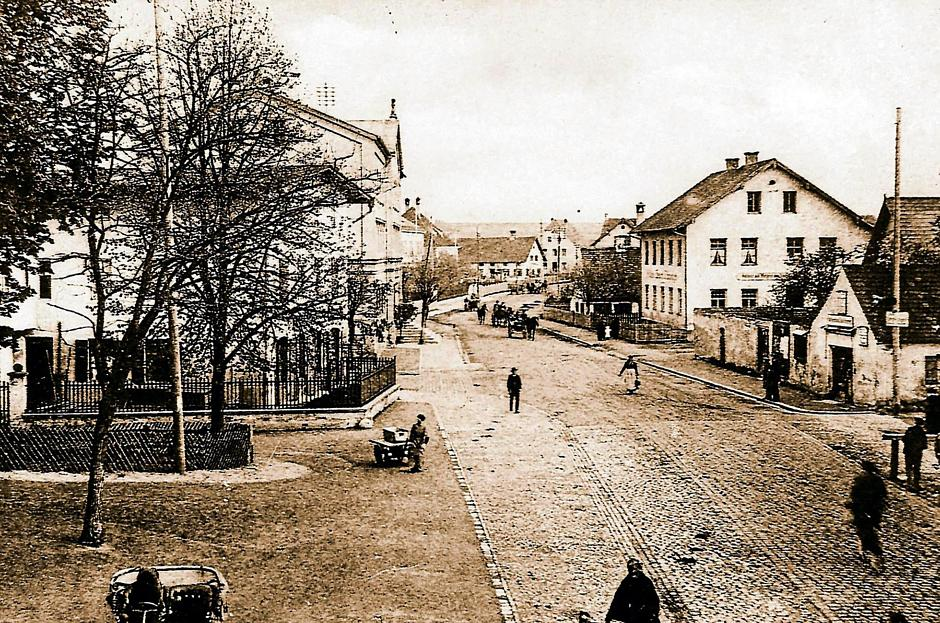
Regensburger Straße um 1900

## Geographie

### Lage
Schrobenhausen liegt im nördlichen Oberbayern an der Mündung der Weilach in die Paar im tertiären Hügelland. Die nächsten Oberzentren befinden sich im rund 30 km entfernten Ingolstadt und 45 km entfernten Augsburg. Die Landeshauptstadt München liegt rund 60 km entfernt.

### Gemeindeteile
Es gibt 21 Gemeindeteile, die sich auf sechs Gemarkungen verteilen. Die Gemarkungen entsprechen in ihrer räumlichen Ausdehnung früheren Gemeinden, die von 1971 bis 1978 eingemeindet wurden.

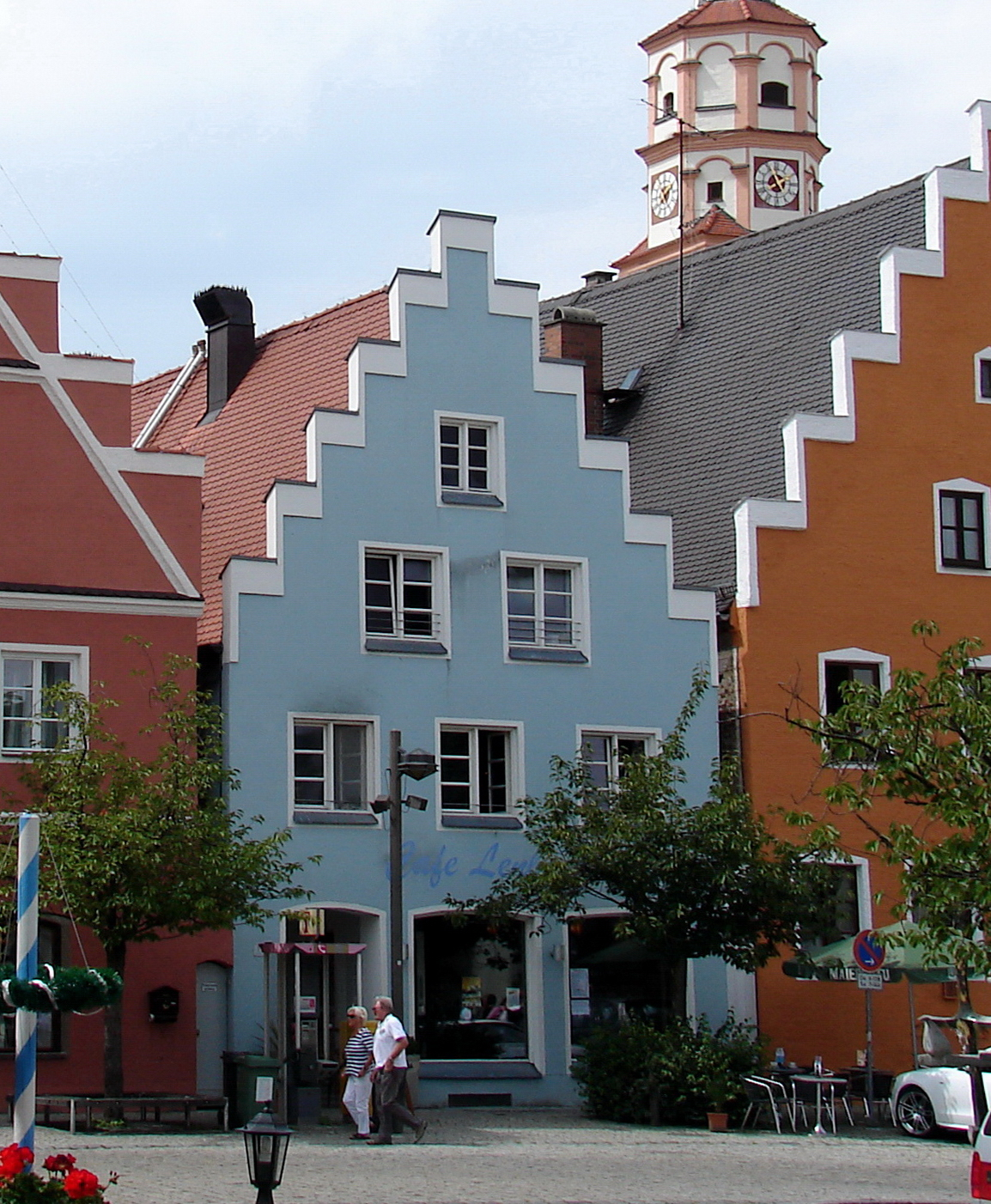
Lenbachplatz im Stadtzentrum

| Schrobenhausen   | Steingriff                             | Sandizell                                  | Hörzhausen                           | Mühlried                                                                                      | Edelshausen                      |
| ---------------- | -------------------------------------- | ------------------------------------------ | ------------------------------------ | --------------------------------------------------------------------------------------------- | -------------------------------- |
| - Schrobenhausen | - Steingriff - Gut Weil * - Sommerau * | - Sandizell - Gollingkreut - Kreuthof - Öd | - Hörzhausen - Halsbach - Mantelberg | - Mühlried - Altenfurt - Aumühle - Högenau - Königslachen - Ried - Rinderhof - Sandhof - Weil | - Edelshausen - Gaishof - Linden |

## Geschichte

### Frühgeschichte und Mittelalter
Um 790 n. Chr. wird die Schrobenhausen erstmals in einer Urkunde namentlich als „Scropinhusun“ genannt, als ein Adeliger seinen örtlichen Landbesitz der Domkirche von Freising schenkt. Einige Jahrzehnte später ist es schon eine kleinere Ansiedlung, zum Ende des 9. Jahrhunderts wird eine Kirche erwähnt.
1310 tritt Schrobenhausen in einem Teilungsvertrag zum ersten Mal als Markt in Erscheinung, was auf die zentrale Funktion des Ortes hindeutet. Um 1388 wird es durch den Städtekrieg weitgehend zerstört.
Mit Unterstützung von Herzog Ludwig dem Bärtigen wurde der Markt Schrobenhausen am Anfang des 15. Jahrhunderts erweitert und mit einer Mauer befestigt, die noch immer gut erhalten ist. Zudem wurden neue Kirchen gebaut, darunter die heutige Stadtpfarrkirche St. Jakob. Die Stadtmauer half den Bewohnern, sich in Kriegen gegen Feinde zu verteidigen und in Verhandlungen einzutreten. So konnte Schrobenhausen in der frühen Neuzeit weitgehend vor Zerstörung und Plünderung verschont bleiben.
Ab 1421 befand sich im Ort ein Landgericht. 1447 wurde Schrobenhausen in einer Urkunde Herzog Heinrichs des Reichen erstmals als Stadt bezeichnet.

### Weitere Entwicklung

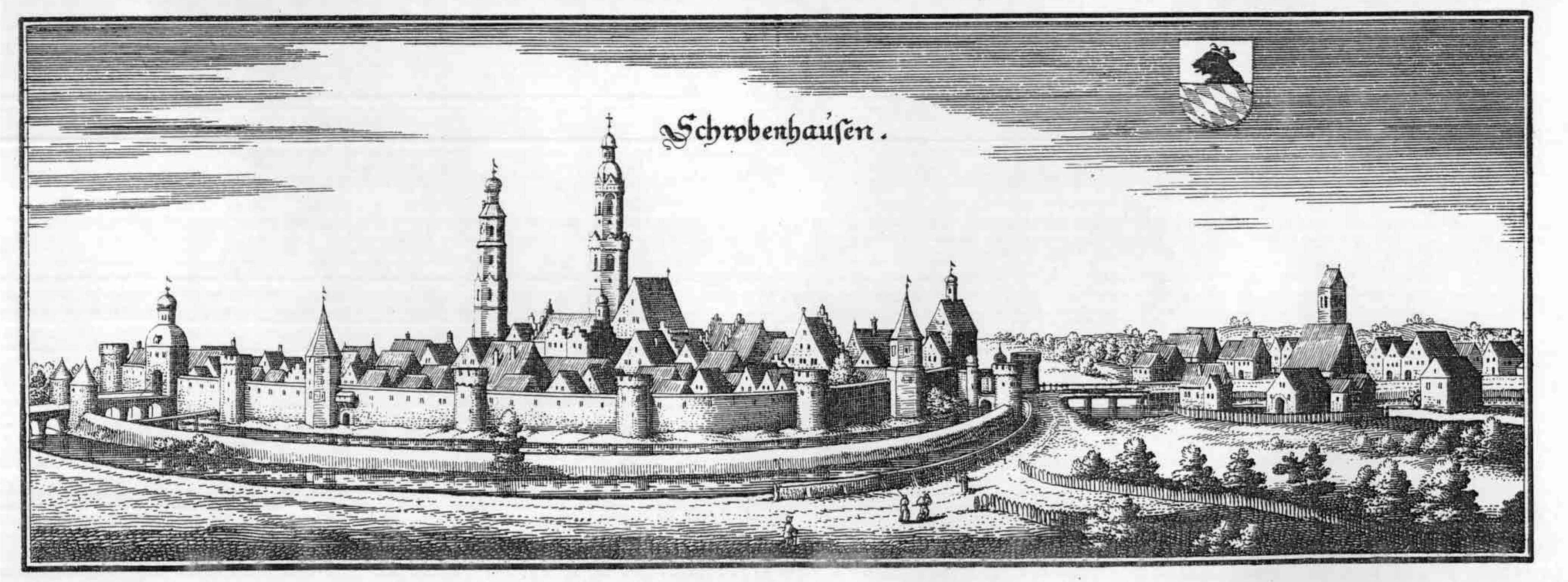
Schrobenhausen im 17. Jahrhundert (Stich von Matthäus Merian)

Schrobenhausen wurde auf Grund seiner Lage an der wichtigen Straße zwischen den Reichsstädten Augsburg und Regensburg häufig durch Kriegsheere in Mitleidenschaft gezogen, beispielsweise im Schmalkaldischen Krieg 1546, als mehrere zehntausend Landsknechte durch die Gegend zogen. Im Dreißigjährigen Krieg lag das Gebiet 1632 und 1633 mehrere Monate lang im Frontgebiet zwischen dem schwedischen Heer und dem kaiserlichen Heer des Generals Wallenstein. Zuletzt zogen 1799 im Zweiten Koalitionskrieg die Reste einer russischen Armee unter Alexander Suworow durch Schrobenhausen.

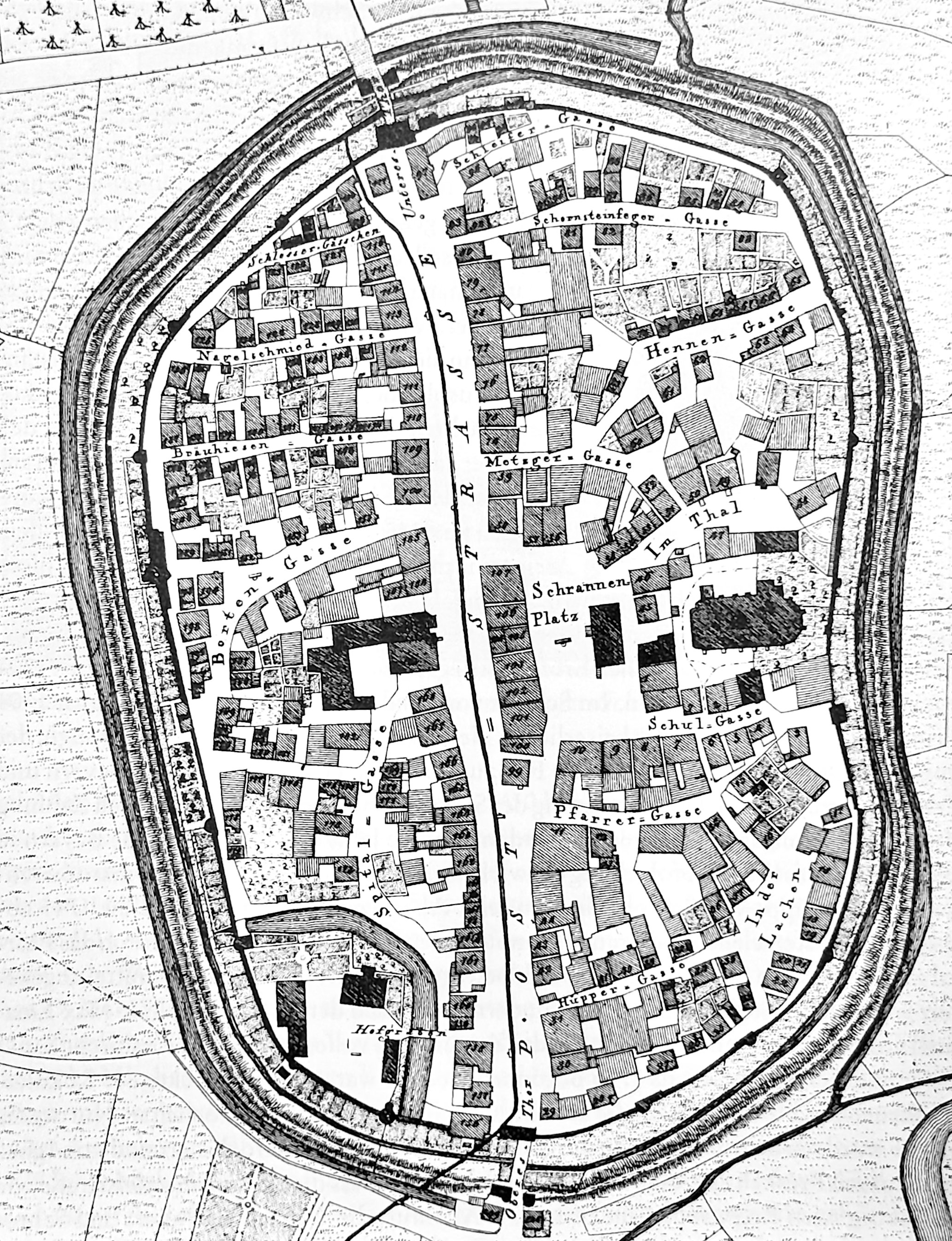
Schrobenhausen im Jahr 1812

Schrobenhausen kam bei der Neueinteilung des Königreichs Bayern nach Verwaltungsbezirken im Jahr 1808 zum Lechkreis, 1810 zum Isarkreis, 1817 zum Oberdonaukreis und 1837 schließlich zu Oberbayern. In der zweiten Hälfte des 19. Jahrhunderts entstanden in Schrobenhausen Unternehmen der Papier- und Metallverarbeitung. Am 1. März 1868 wurde der Kreditverein Schrobenhausen gegründet.
Während des Zweiten Weltkriegs wurde in Schrobenhausen das Sprengstoff-Vorprodukt Pentaerythrit von der Paraxol GmbH hergestellt. Das Werk wurde von 1938 bis 1942 erbaut und trug den Tarnnamen „Hiag“ (kurz für Holzverkohlungs-Industrie AG). Für die Errichtung waren 800 Bauarbeiter im Einsatz, im Werk waren 210 Mitarbeiter beschäftigt. Am 1. Oktober 1942 begann die Produktion. Etwa Dreiviertel der Beschäftigten in der Produktion waren Zwangsarbeiter aus Frankreich, Italien und der Ukraine. Zwangsarbeiter wurden auch bei einer Flachsröste eingesetzt.
In Schrobenhausen befand sich darüber hinaus während des Krieges ein Reservelazarett der Wehrmacht, in dem unter anderem Hans Scholl, Widerstandskämpfer der Weißen Rose, im Frühjahr 1942 ein mehrwöchiges Praktikum im Rahmen seines Medizinstudiums ableistete.
Die bis zum Kriegsende weitgehend unversehrt gebliebene Stadt wurde schließlich am 27. April 1945 Ziel von Artilleriefeuer. Am Tag darauf rückten vormittags von Westen amerikanische Panzer auf Schrobenhausen vor und besetzten die Stadt nach Gefechten mit der Waffen-SS, die auch die Sprengung von Brücken über die Paar durchführen sollte.
Durch den Einsatz einiger Stadtbewohner, darunter der spätere Bürgermeister Fritz Stocker, konnte die südliche Brücke an der Donaumühle gerettet werden. Sie verhinderten die erste Sprengung, indem sie die Sprengladungen entfernten und die Zündschnüre zerschnitten. Die SS führte als Reaktion eine Durchsuchung der unteren Vorstadt durch, um die Saboteure ausfindig zu machen, welche aber erfolglos blieb. Anschließend wurde ein zweiter Versuch durch inszeniertes Geschrei Stockers („Die Amerikaner kommen!“) vereitelt, da die Soldaten daraufhin die Flucht ergriffen. Die nördliche Brücke wurde trotz Protest der Bewohner vor ihrem Abzug von der SS zerstört.
Am 1. Juli 1972 entstand der neue Landkreis Neuburg an der Donau, der am 1. Mai 1973 den Namen Landkreis Neuburg-Schrobenhausen erhielt, aus den Großteilen der bisherigen Landkreise Neuburg an der Donau und Schrobenhausen. Erster Landrat dieses Kreises war von 1972 bis 1984 Walter Asam aus Schrobenhausen.

### Eingemeindungen und Ausgliederungen
Im Zuge der Gebietsreform in Bayern wurde am 1. Januar 1971 die Gemeinde Steingriff eingegliedert. Am 1. Januar 1972 kam Sandizell hinzu. Hörzhausen folgte am 1. Juli 1972. Mit Mühlried, in das mit Wirkung vom 1. Januar 1972 Edelshausen eingegliedert worden war, wurde die Reihe der Eingemeindungen im Jahr 1978 abgeschlossen.
Am 1. Januar 1974 wurde ein Teilgebiet mit etwas mehr als 200 Einwohnern an Klingsmoos abgetreten.

## Demographie

### Bevölkerung
Das Durchschnittsalter lag im Jahr 2020 bei 44,5 Jahren. Wegen der geringen Kriegsschäden nahm Schrobenhausen nach 1945 vergleichsweise viele Heimatvertriebene auf, die Bevölkerung wuchs dabei um mehr als 50 %.
| 1840  | 1871  | 1900  | 1925  | 1939  | 1950   | 1961   | 1970   | 1987   | 2011   | 2016   | 2020   | 2023   |
| ----- | ----- | ----- | ----- | ----- | ------ | ------ | ------ | ------ | ------ | ------ | ------ | ------ |
| 3.944 | 4.601 | 5.485 | 6.691 | 8.073 | 12.725 | 13.321 | 15.155 | 14.618 | 15.910 | 16.936 | 17.381 | 18.199 |

### Konfessionsstatistik
Laut der Volkszählung 2011 waren im Jahr 2011 9,0 % der Einwohner evangelisch, 68,9 % mehrheitlich römisch-katholisch und 22,1 % waren konfessionslos, gehörten einer anderen Religionsgemeinschaft an oder machten keine Angabe. Die Zahl der Katholiken und der Protestanten ist seitdem gesunken. Derzeit (Stand 31. Dezember 2019) sind 59,6 % (10.446) der Einwohner römisch-katholisch, 7,8 % (1.373) evangelisch und 32,6 % (5.718) gehören entweder einer anderen Religion an oder sind konfessionslos.

### Ausländer und Migration
Der Landkreis Neuburg-Schrobenhausen betreibt in Schrobenhausen zwei Containeranlagen für Flüchtlinge, die derzeit von über 400 Menschen bewohnt werden. Ende 2024 wurde bekannt, dass die zusätzliche Unterbringung von 80 Flüchtlingen in einer dritten Unterkunft in der historischen Altstadt von der Regierung von Oberbayern vorgesehen war. Nach Protesten, unter anderem vom zuständigen Landrat Peter von der Grün, der daraufhin eigenmächtig einen Aufnahmestopp für Flüchtlinge im Landkreis ankündigte, wurden die Pläne wieder aufgegeben.

## Politik

### Bürgermeister 1807–1945
(Seit Einführung der Bayerischen Gemeindeordnung im Jahre 1808)
| Name                 | Amtszeit  |
| -------------------- | --------- |
| Josef Geßl           | 1807–1817 |
| Sebastian Böhm       | 1818–1820 |
| Willibald Frisch     | 1820–1843 |
| Wilhelm Linhard      | 1843–1853 |
| Rudolph Holzmann     | 1853–1857 |
| August Böhm          | 1857–1869 |
| Reinhard Wäckerle    | 1869–1870 |
| Josef Sattler        | 1870–1873 |
| Alexander Höcht      | 1873–1875 |
| Chrysostomus Widmann | 1876–1887 |
| Ernst von Molo       | 1888–1890 |
| Georg Leinfelder     | 1891–1893 |
| Alois Widmann        | 1894–1919 |
| Ernst Herb           | 1919–1932 |
| Anton Prücklmair     | 1932–1933 |
| Ignaz Geßner         | 1933–1941 |
| August Vogl          | 1941–1945 |

### Bürgermeister seit 1945
| Name                 | Partei       | Amtszeit                         |
| -------------------- | ------------ | -------------------------------- |
| Fritz Stocker        | SPD          | 1. Mai 1945–31. Mai 1967         |
| Albert Schnell       | SPD          | 1. Juni 1967–30. April 1978      |
| Michael Flammensböck | CSU          | 1. Mai 1978–30. April 1984       |
| Josef Höllbauer      | PWG          | 1. Mai 1984–30. April 1996       |
| Josef Plöckl         | DU, dann CSU | 1. Mai 1996–4. Juli 2005         |
| Inge Eberle          | CSU          | 4. Juli 2005–31. August 2006     |
| Karlheinz Stephan    | CSU          | 1. September 2006–30. April 2020 |
| Harald Reisner       | FW           | ab 1. Mai 2020                   |

Die letzte Bürgermeisterwahl fand zeitgleich zu den bayerischen Kommunalwahlen am 15. März 2020 statt. Weil kein Kandidat im ersten Wahlgang die absolute Mehrheit erreichen konnte, kam es am 29. März zu einer Stichwahl zwischen dem Amtsinhaber Karlheinz Stephan (CSU) und Harald Reisner (FW). Reisner gewann im zweiten Wahlgang mit 80,2 % der Stimmen, die Wahlbeteiligung lag bei 65,6 %.

### Stadtrat
Die Kommunalwahl am 15. März 2020 führte zu folgender Sitzverteilung:
| Partei / Liste                    | Sitze | G/V |
| CSU                               | 6     | − 3 |
| SPD                               | 2     | − 2 |
| Freie Wähler                      | 6     | + 1 |
| ProSOB                            | 2     | − 1 |
| Bürgervereinigung Sandizell (BVS) | 1     | − 1 |
| Die Unabhängigen (DU)             | 2     | + 1 |
| Bündnis 90/Die Grünen             | 3     | + 3 |
| Junge Union (JU)                  | 2     | + 2 |

G/V: Gewinn oder Verlust gegenüber der Wahl 2014
Zusätzlich hat der getrennt gewählte Erste Bürgermeister Sitz und Stimme im Rat. Aus den Reihen des Stadtrats amtieren als 2. Bürgermeister Georg Berger (proSob) und als 3. Bürgermeister Andy Vogl (CSU). Vier Angehörige des Stadtrats sind weiblich (je eine in der CSU, JU, SPD und bei den Grünen/Bündnis 90).
Durch den im Juni 2020 angekündigten Wechsel des Stadtratsmitglieds Dieter Kreisle (DU) verfügt die CSU nunmehr über 7 Stadtratssitze in Fraktionsgemeinschaft mit der JU zusammen 9 Sitze, die DU über einen.

### Städtepartnerschaften
Seit 1986 sind Schrobenhausen und Thiers in der Region Auvergne-Rhône-Alpes (Frankreich) Partnerstädte. Als weitere Städte kamen 1989 Perg in Oberösterreich und 1992 die englische Stadt Bridgnorth in der Grafschaft Shropshire hinzu.
Mit der Stadt Schwetzingen in Baden-Württemberg besteht seit April 2016 ein Patenschaftsverhältnis. Dieses wurde im Hinblick auf die gemeinsame Verbundenheit zum Spargel in den Jahren 2018 und 2019 durch entsprechende Urkundenunterzeichnungen zu einem Partnerschaftsverhältnis ausgebaut.

### Wappen
| | Blasonierung: „Geteilt; oben in Gold ein rot gekrönter, rot gezungter schwarzer Bärenkopf, unten die bayerischen Rauten.“ |
| Wappenbegründung: Die Landesherrschaft der bayerischen Herzöge wird durch die silber-blauen Rauten symbolisiert, wobei die Bedeutung des Bärenkopfs ungeklärt bleibt. Im Dreiecksschild schon im ältesten, 1328 erstmals belegten Siegel zu finden, ist es vermutlich aber schon im ausgehenden 13. Jahrhundert entstanden. Die Bärenschnauze erinnert auf den Siegeln aus dem 14. und 15. Jahrhundert an einen Vogelschnabel, und die Tingierung kennt Varianten (oben silbernes Feld, goldene Bärenkrone). | |

## Wirtschaft

### Industrie

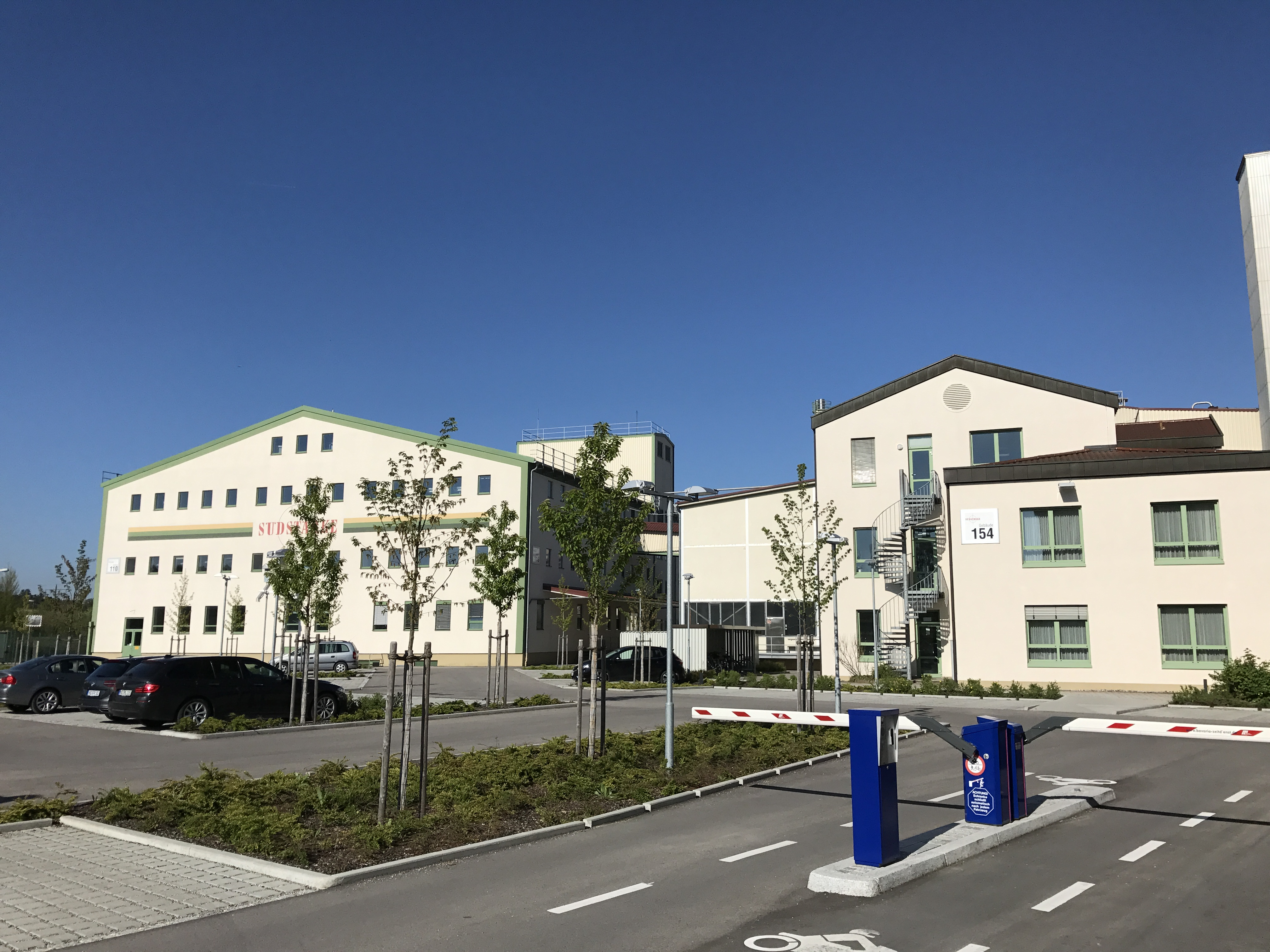
Kartoffelstärkefabrik der Südstärke in Schrobenhausen

Die größten Arbeitgeber der Stadt sind die Unternehmen AGFA, Bauer AG, LEIPA Group mit dem Tochterunternehmen LEIPA Georg Leinfelder GmbH, MBDA Deutschland GmbH, Südstärke und Xella.
Eine alte traditionsreiche Firma ist die Prägeanstalt Carl Poellath, für die u. a. der bekannte sächsische Medailleur Friedrich Wilhelm Hörnlein (Signatur meist F. H.) von 1905 bis zu seiner Berufung 1911 als Münzgraveur an der Kgl. Sächsischen Staatsmünze Muldenhütten bei Freiberg Prägestempel für die heute sehr gefragten Medaillen und Plaketten schnitt.
Das Rüstungsunternehmen MBDA Deutschland GmbH baut seit 2024 in Schrobenhausen neue Produktionslinien auf und wird dort für mehrere Streitkräfte (Bundeswehr und einige NATO-Partner) 1.000 Raketen für das Luftabwehrsystem Patriot bauen. Bis dato wurden diese aus den USA importiert.

### Arbeitsplätze
Insgesamt gab es laut Statistik am 30. Juni 2017 in der Stadt 8913 sozialversicherungspflichtige Arbeitsplätze. Von der Schrobenhausener Wohnbevölkerung standen 7163 Personen in einem versicherungspflichtigen Beschäftigungsverhältnis. Damit war die Zahl der Einpendler um 1750 Personen größer als die der Auspendler. 210 Einwohner waren arbeitslos.

### Spargel

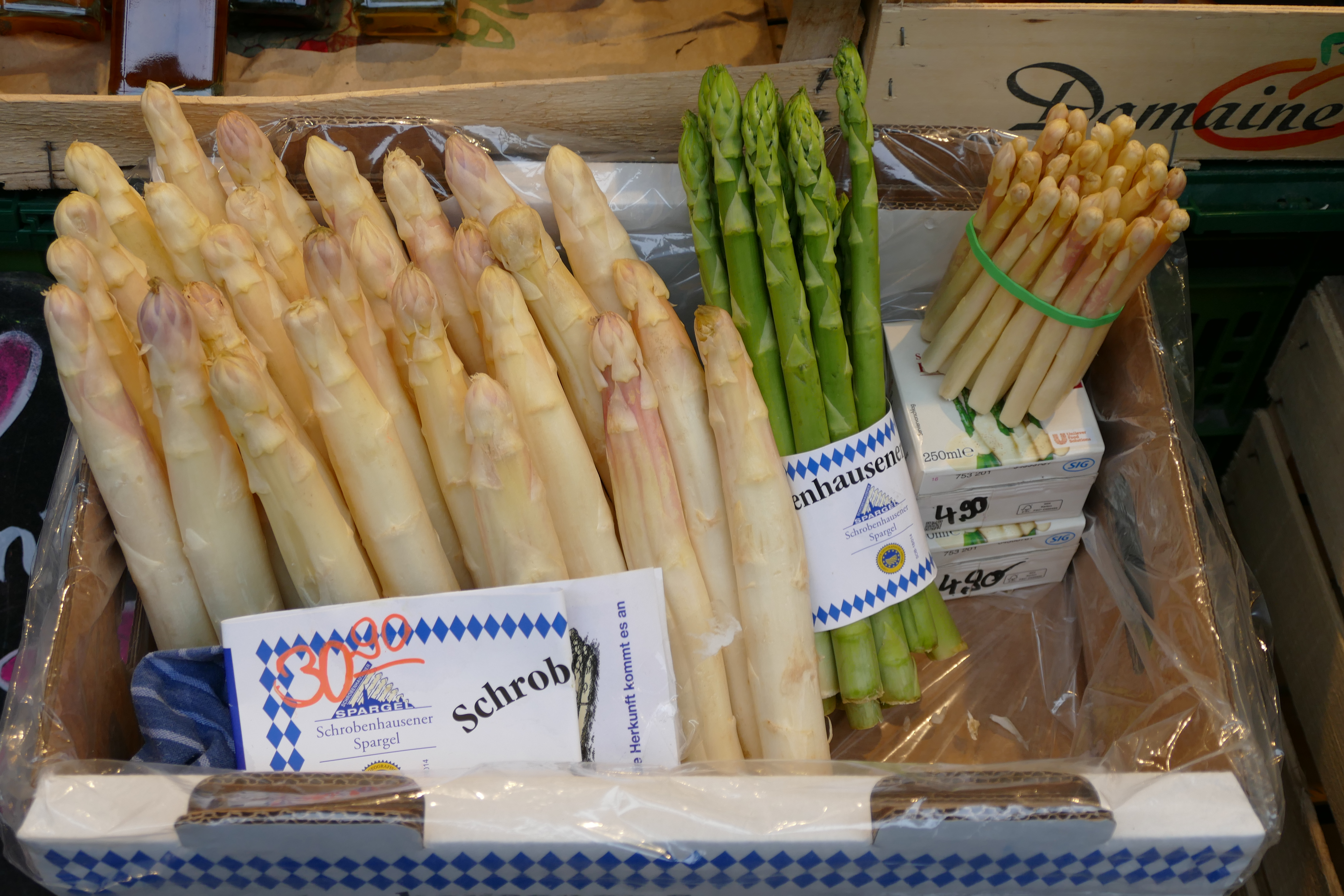
Schrobenhausener Spargel am Viktualienmarkt in München

Das Schrobenhausener Land bildet das Zentrum des Spargelanbaus in Bayern und ist eines der bekanntesten Spargelanbaugebiete in ganz Deutschland. „Schrobenhausener Spargel“ ist eine geschützte europäische Marke. Die Stadt Schrobenhausen beherbergt das Europäische Spargelmuseum. Damit spielt der Tourismus, insbesondere in der Spargelsaison, eine sehr große Rolle. Jedes Jahr besuchen zur Spargelzeit Tausende von Spargelfreunden aus aller Welt das Schrobenhausener Land. Die Saison geht von Mitte April bis zum 24. Juni, dem „Johannitag“, an dem traditionsgemäß letztmals Spargel gestochen wird. Im Umland der Kleinstadt gibt es rund 600 Spargelbauern. 1913 pflanzte Christian Schadt aus Groß-Gerau erstmals das Edelgemüse in den sandigen Paar-Auen. Schon früher, ab etwa 1850, wurde in der Schlossgärtnerei Sandizell Spargel angebaut und an den Königshof nach München verbracht. Das heutige Anbaugebiet umfasst rund 600 ha.

## Infrastruktur

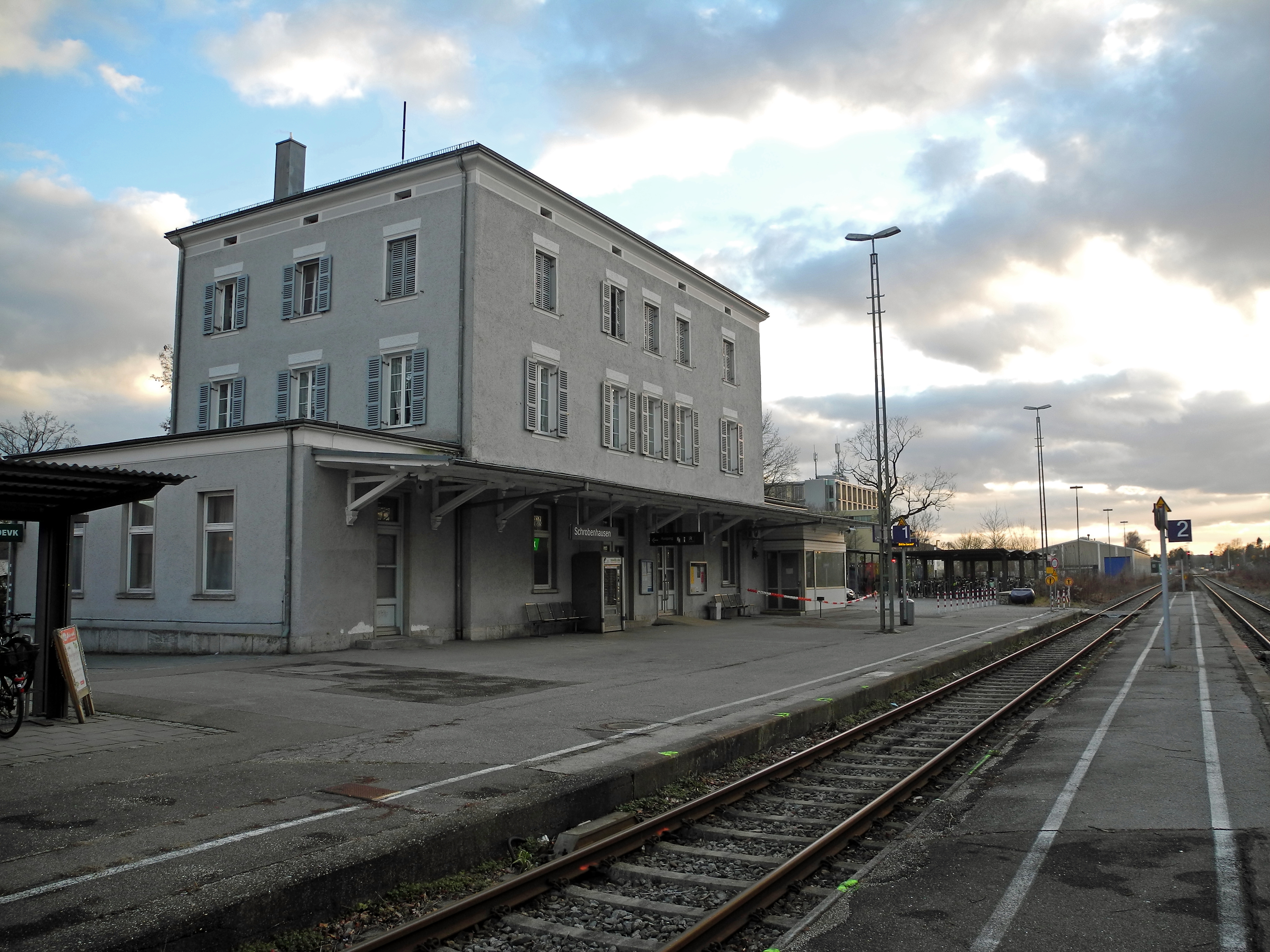
Bahnhof Schrobenhausen an der Paartalbahn

Schrobenhausen ist das Mittelzentrum der bayerischen Planungsregion 10. Die Bundesstraße 300 verläuft direkt südlich zur Stadt und bietet Anbindung an die Autobahnen München – Stuttgart (Anschluss Dasing, 26 km) sowie München – Nürnberg (Anschluss Langenbruck, 27 km).
Schrobenhausen liegt an der Bahnstrecke Ingolstadt Augsburg-Hochzoll („Paartalbahn“). Die Züge werden von der Bayerischen Regiobahn betrieben und verkehren in beide Richtungen im Stundentakt. Ein Ausbau hin zum 30-Minuten-Takt ist langfristig geplant.
Der nächste größere Verkehrsflughafen ist der Flughafen München (60 km).

## Bildung

### Schulen
- Gymnasium Schrobenhausen mit musischem, neusprachlichem und naturwissenschaftlich-technologischem Zweig
- Franz-von-Lenbach-Realschule
- Michael-Sommer-Mittelschule (Mittelschule Schrobenhausen)
- Maria-Ward-Realschule, Mädchenrealschule des Schulwerks der Diözese Augsburg
- Franziska-Umfahrer-Grundschule Schrobenhausen
- Grundschule Mühlried-Schrobenhausen
- Außenstelle der Dr.-Walter-Asam-Schule, Sonderpädagogisches Förderzentrum Neuburg an der Donau;[39] die Bezeichnung „Erwin-Lesch-Schule“ ist seit 1. August 2005 gegenstandslos durch Eingliederung in das Neuburger Zentrum.[40]
- Regens-Wagner-Berufsschule Schrobenhausen (Berufsschule zur sonderpädagogischen Förderung)
- Volkshochschule Schrobenhausen
- Städtische Sing- und Musikschule Schrobenhausen

### Kindergärten und Krippen, Nachschulbetreuung
- BRK-Kindertagesstätte „Takatuka-Land“ (Kindergarten mit Krippe)
- BRK-Integrationstagesstätte „Lummerland“ (Kindergarten mit Krippe)
- Kindertagesstätte MARIA WARD Schrobenhausen
- AWO-Kinderhaus „Drei Linden“ mit Krippe
- Comenius Kindertagesstätte mit Krippe
- Kindergarten St. Maximilian Sandizell
- Kindergarten St. Martin Hörzhausen
- Kindergarten St. Mauritius Edelshausen
- Kindertagesstätte Heilig Geist Mühlried
- Nachschulbetreuung Kinderheim St. Josef
- Biliniguale Nachschulbetreuung und Kinderhort (sechs bis zehn Jahre) Leuchtturm GmbH
- Waldkindergarten Wurzelzwerge e. V.
- Naturkinderhaus Schrobenhausen

## Kultur und Medien

### Presse

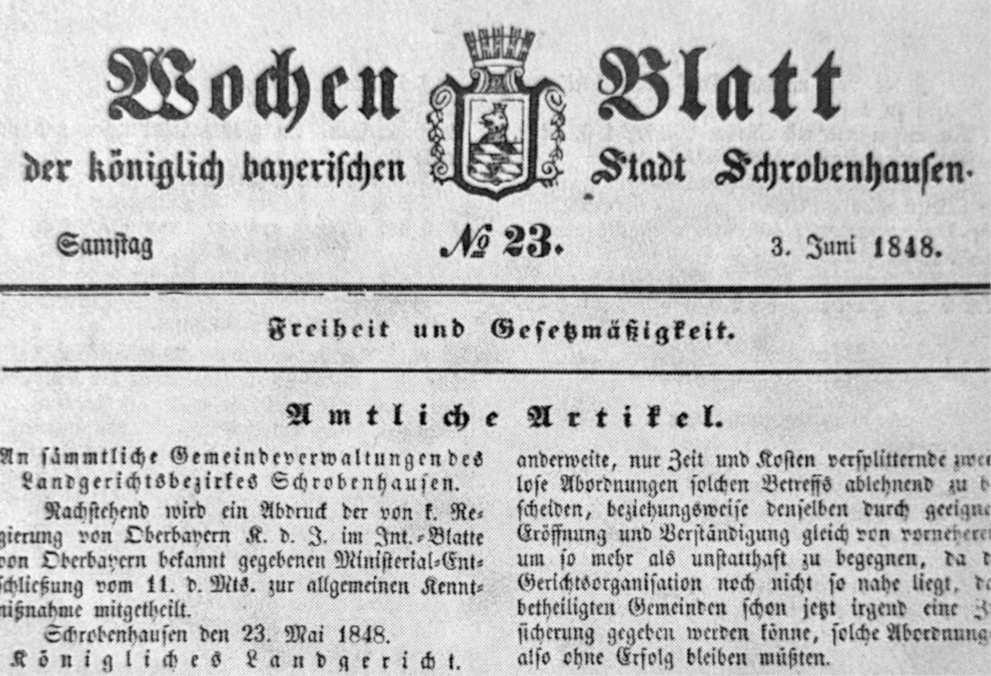
Wochenblatt der königlich bayerischen Stadt Schrobenhausen, 3. Juni 1848

Die Schrobenhausener Zeitung ist das Leitmedium für lokale Nachrichten in Schrobenhausen und erscheint seit 1960 als Tageszeitung. Der überregionale Teil wird seit 1951 vom Ingolstädter Donaukurier bereitgestellt, 1993 wurden auch die Verlagsrechte vollständig an diesen verkauft. Der Lokalteil entsteht in einer eigenen, ortsansässigen Redaktion.
Die Wurzeln der Schrobenhausener Zeitung reichen bis ins Jahr 1848 zurück, als der Vorgänger unter dem Namen „Wochenblatt der königlich bayerischen Stadt Schrobenhausen“ erstmals erschien. Damals fungierte sie hauptsächlich als Amtsblatt der Stadt. Als im Dritten Reich die Medien gleichgeschaltet wurden, verkaufte der langjährige Herausgeber der Zeitung Druckerei und Verlagsrechte. 1934 wurde das „Schrobenhausener Wochenblatt“ in „Schrobenhausener Anzeiger“ umbenannt, welcher ab 1937 als Tageszeitung erschien, zuletzt am 25. April 1945.
Nach dem Ende des Lizenzierungszwangs für Pressepublikationen in der Nachkriegszeit durch die amerikanische Militärregierung wurde die Zeitung unter ihrem heutigen Namen wiedergegründet, die erste Ausgabe erschien am 1. August 1949.

### Museen

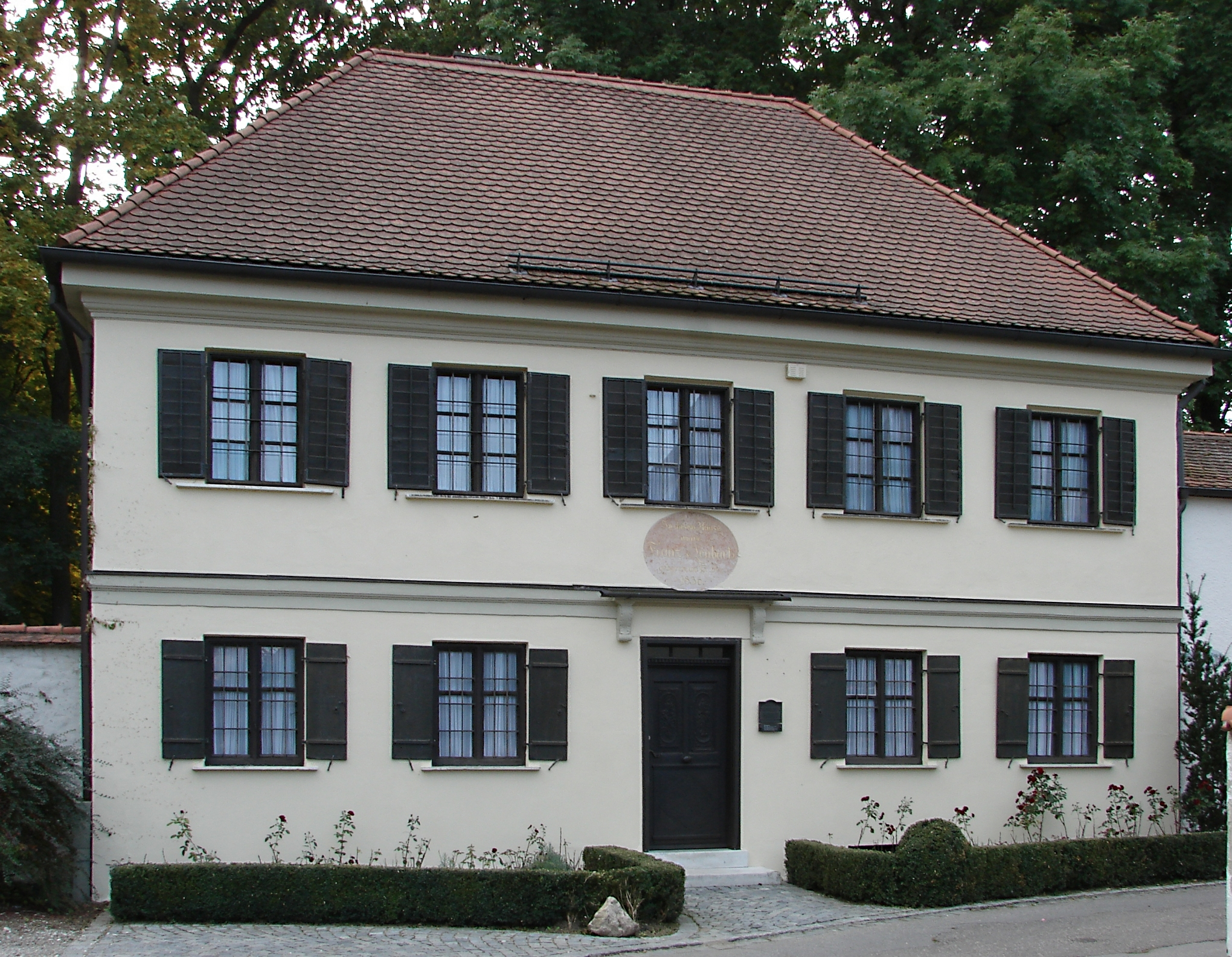
Geburtshaus von Franz von Lenbach

- Europäisches Spargelmuseum, 1993 vom Europarat als eines der 10 besten Spezialmuseen ausgezeichnet. Ebenso 2006 von Bundespräsident Horst Köhler als „Ort im Land der Ideen“

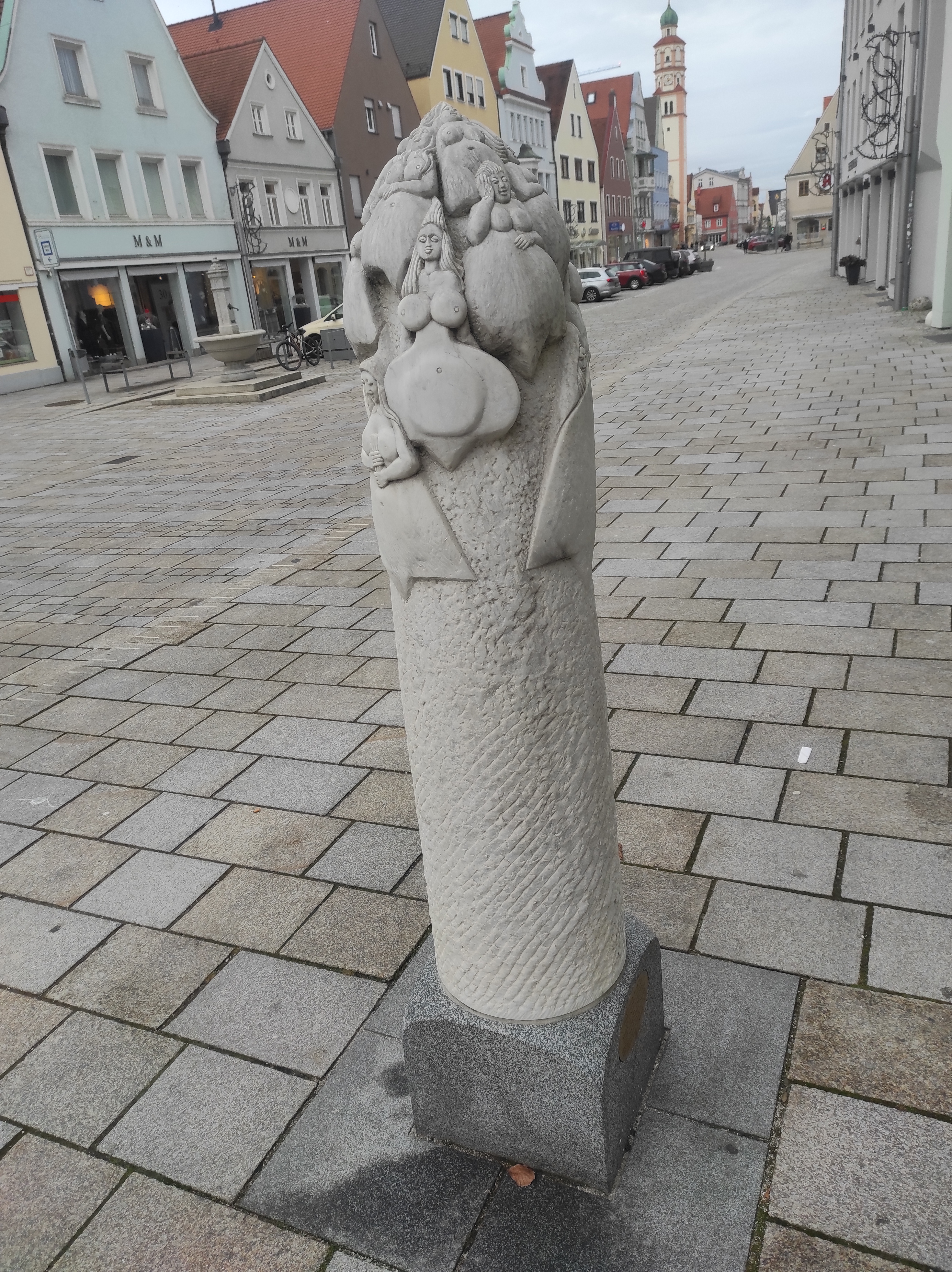
Die phallische Spargel-Stele des Künstlers Karl-Heinz Torge in der Innenstadt

- Lenbachmuseum im Geburtshaus von Franz von Lenbach (erbaut 1823)
- Museum im Pflegschloss (Stadtmuseum mit Wechselausstellungen; die bedeutende Medaillen-Sammlung ist derzeit ausgelagert)
- Handwerkermuseum im Zeiselmairhaus (eindrückliches Baudenkmal aus dem 14./15. Jahrhundert)
- Feuerschützenmuseum im Stadtturm beim Lenbachmuseum (Sammlung der kgl.priv.Feuerschützengesellschaft)
- Landsknechtsmuseum im Bürgerturm der Stadtmauer
- Sattler-Sammlung im Pflegschloss (Graphiken und Bilder des Künstlers Joseph Sattler)
- Hofner-Sammlung im Lenbachmuseum (Bilder von Johann Baptist und Adolf Hofner, berühmt:Pilztafeln)

### Kirchen

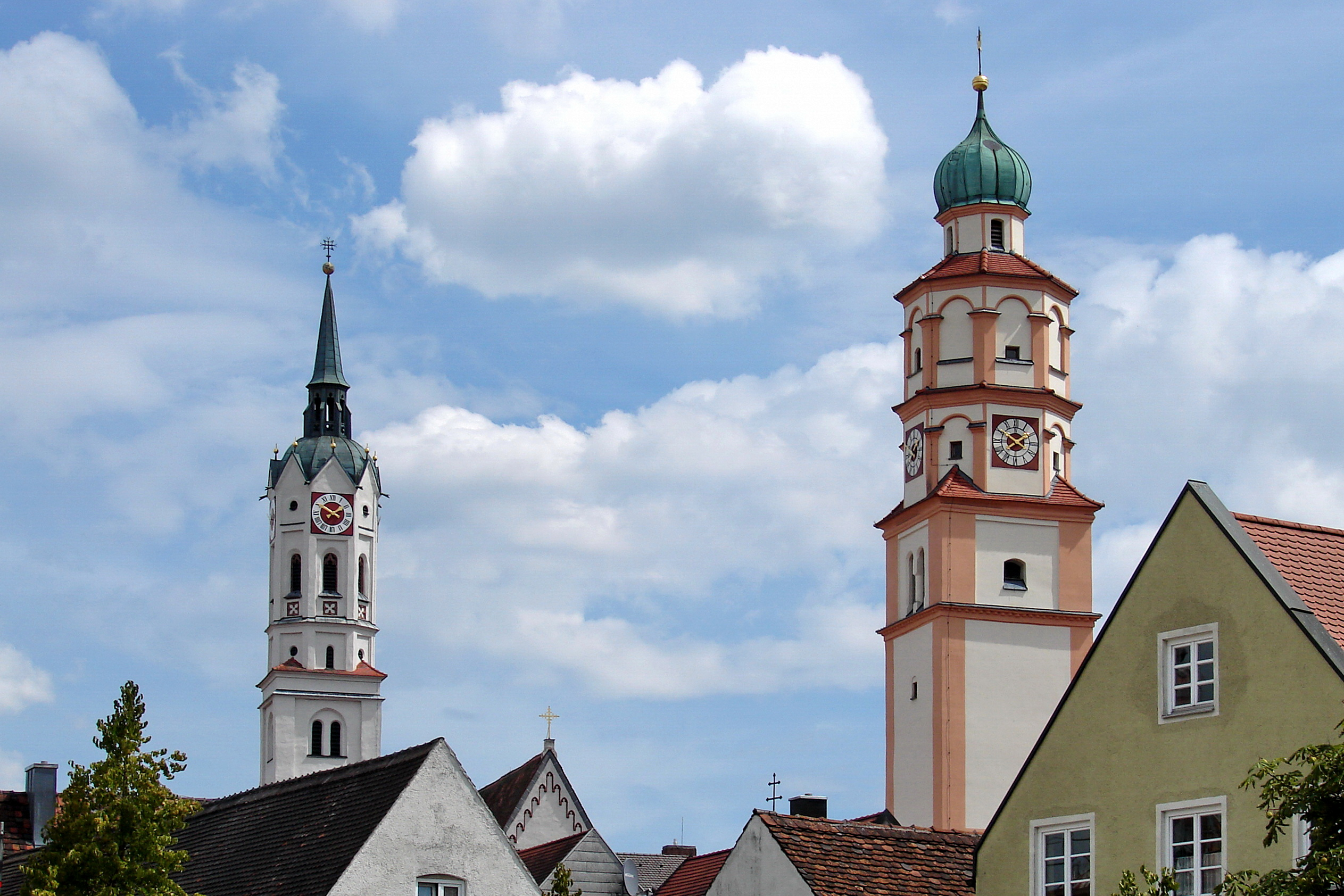
Türme: Stadtpfarrkirche St. Jakob und Frauenkirche

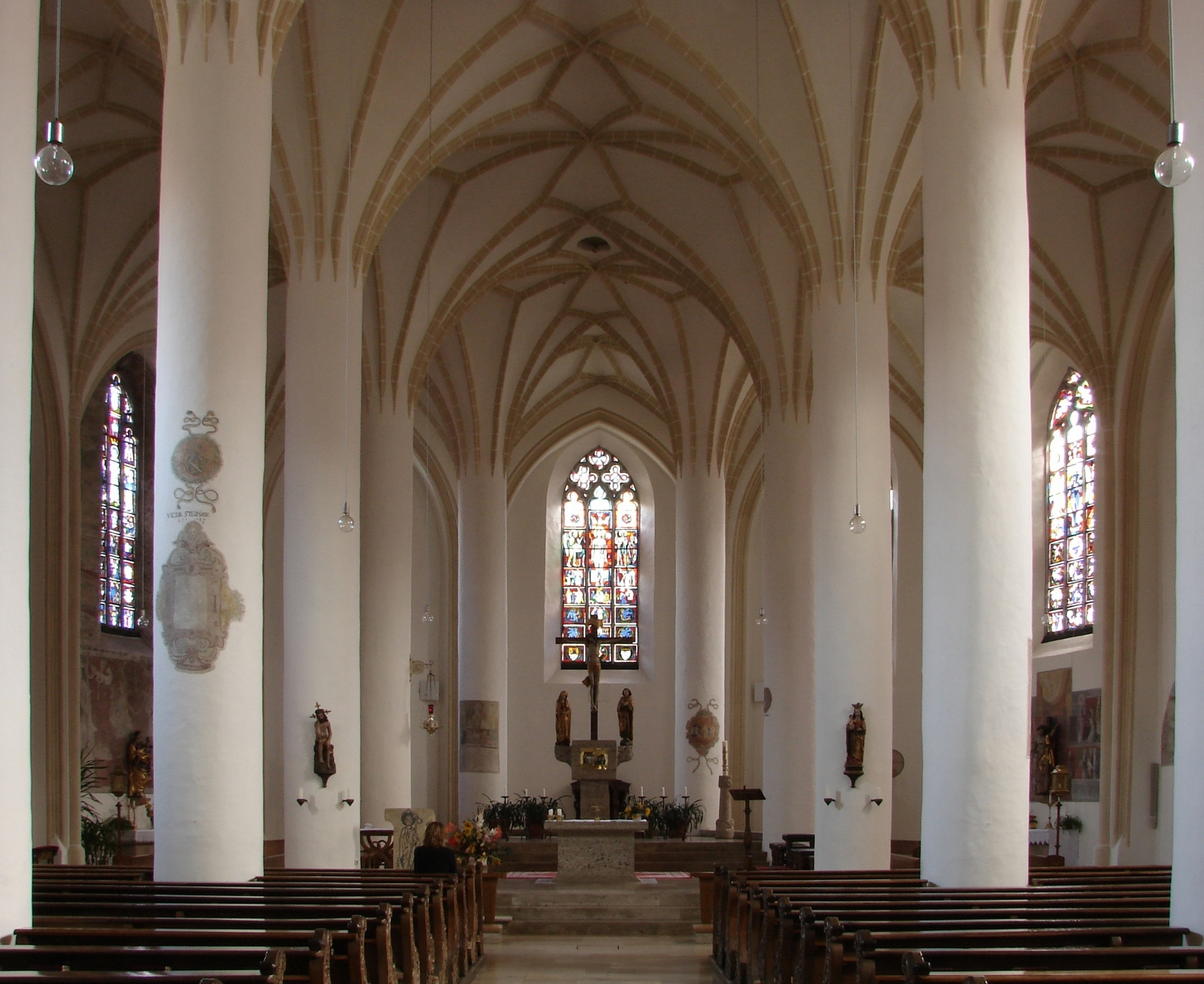
Stadtpfarrkirche St. Jakob

Die Stadtpfarrkirche St. Jakob ist eine spätgotische Hallenkirche. Ihr Bau wurde 1404 begonnen. 1420 wurde die Kirche eingeweiht; 1491 fand der Bau mit der Einwölbung einen vorläufigen Abschluss. Im 19. Jahrhundert bekam die Kirche eine neugotische Inneneinrichtung. Bei einer Restaurierung 1978–1983 wurden die neugotischen Hinzufügungen entfernt und der spätgotische Charakter der Kirche wiederhergestellt. An den Wänden links vom Altar befinden sich mittelalterliche Fresken.

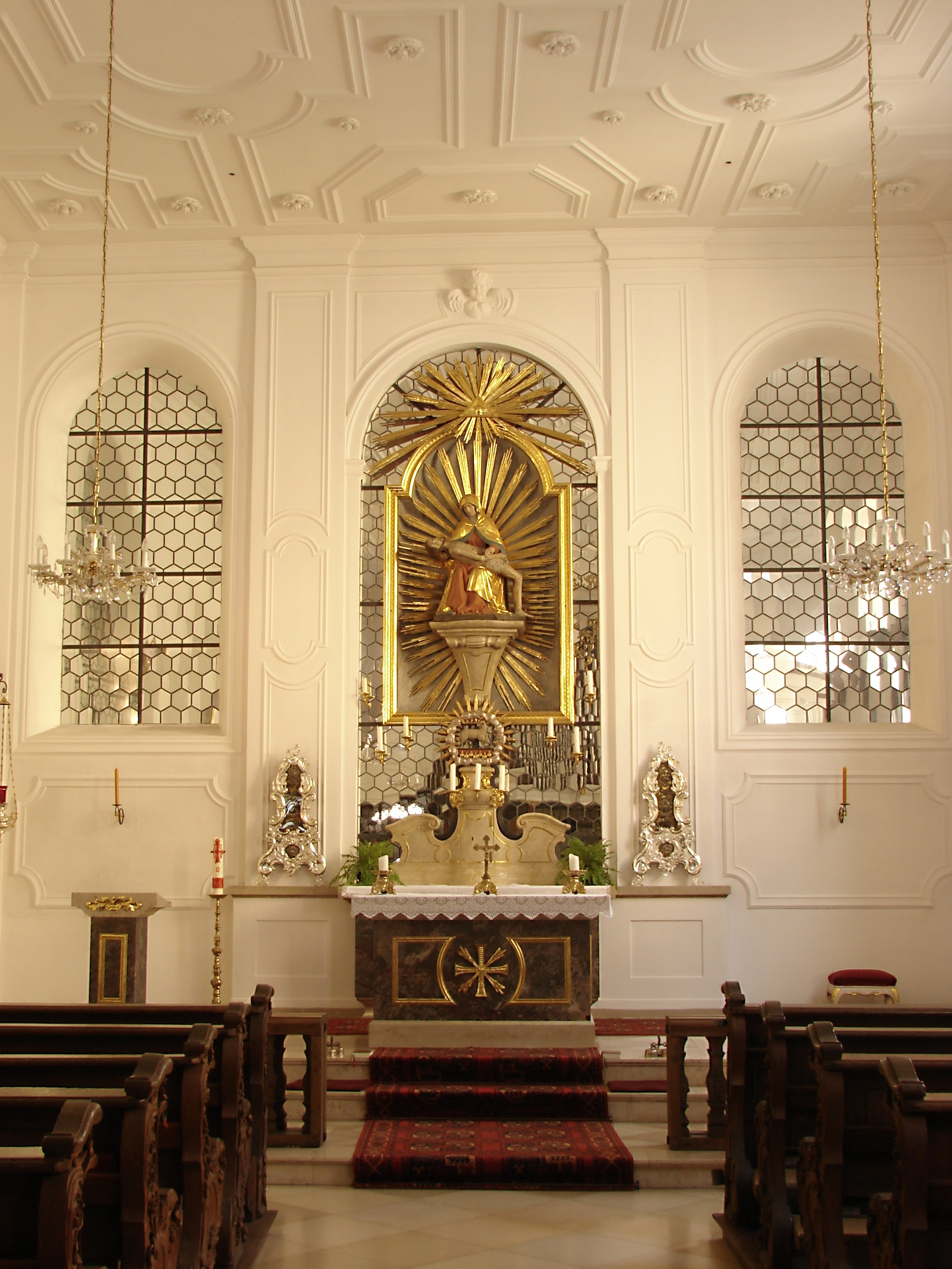
Frauenkirche

Auch die Frauenkirche ist ein spätgotischer Bau, der 1404 begonnen wurde. Die Kirche besitzt innen eine barocke Ausgestaltung. Im 19. Jahrhundert erhielt die Kirche eine neoromanische Innengestaltung und Malerei. Beides wurde 1964 zu Gunsten der barocken Ausgestaltung wieder entfernt.
An weiteren Kirchen sind zu erwähnen:
- Kath. Filialkirche St. Salvator, erbaut 1437, um 1760 barockisiert, davor das Adolph-Kolping-Denkmal (2018)
- Neugotische Friedhofskapelle, um 1860/70
- Evang.-luth. Christuskirche am Stadtwall, erbaut 1934
- Kath. Pfarrkirche St. Mauritius im Gemeindeteil Edelshausen, 2. Hälfte 15. Jahrhundert, Umgestaltung im 18. Jahrhundert, 1931 erweitert
- Kath. Schutzengelkirche in Halsbach, erbaut 1826
- Kath. Pfarrkirche St. Martin im Gemeindeteil Hörzhausen, Chor 15. Jahrhundert, Langhaus 1875
- Kath. Filialkirche St. Ursula im Gemeindeteil Mühlried, geschlämmter Backsteinbau aus dem 13./14. Jahrhundert, Umgestaltung und Turm 18. Jahrhundert
- Kath. Hofmarks-Pfarrkirche St. Petrus im Gemeindeteil Sandizell, 1735–1737 von Johann Baptist Gunetzrhainer erbaut, Turm 1756–1759
- Kath. Filialkirche Hl. Dreifaltigkeit (1566, um 1740 erweitert) mit Friedhof am Kirchberg im Gemeindeteil Steingriff
- Kath. Kirche St. Bernhard, Königslachen
- Kapelle Högenau
- Maria Beinberg bei Gachenbach (außerhalb Stadtgebiet)

### Weitere Bauwerke

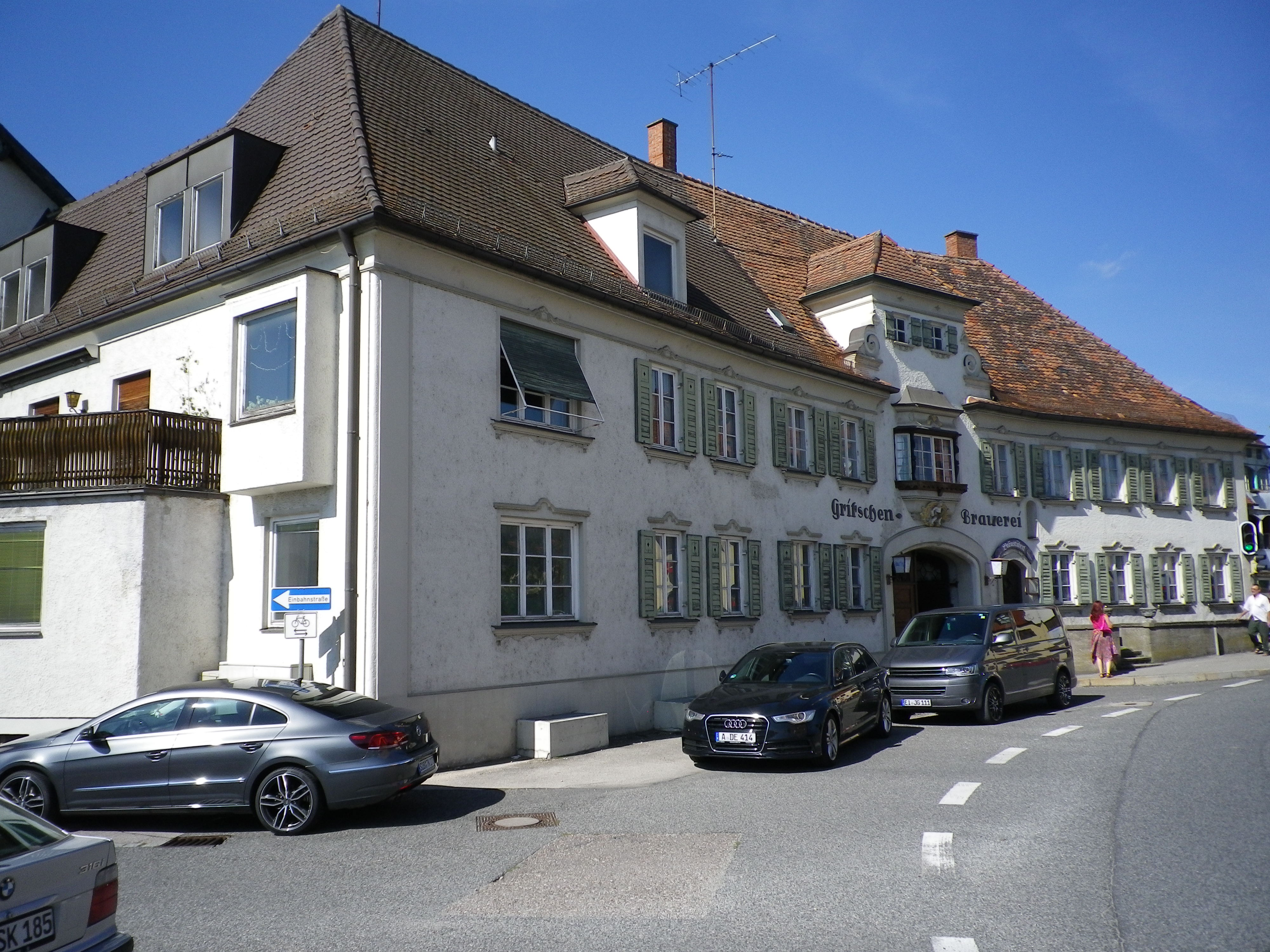
Gritschen Brauerei

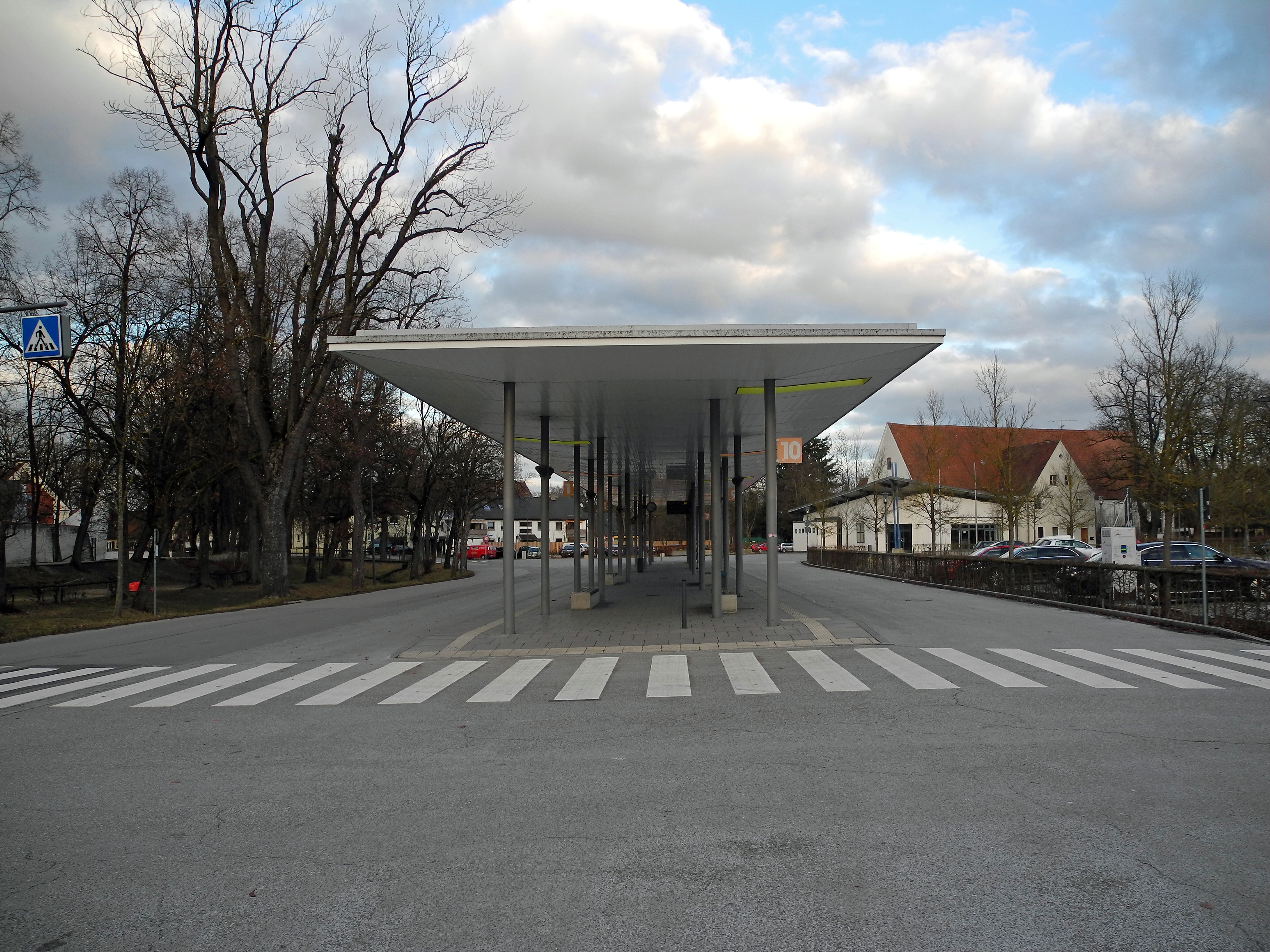
Busbahnhof Schrobenhausen

- Wasserschloss und Asamkirche St. Peter, Schrobenhausen-Sandizell
- Stadtwall (rund 1300 m) rund um die Altstadt mit uralten Kastanienbäumen sowie der teilweise erhalten Stadtmauer mit noch 12 Türmen
- Leinfelder-Villa (Architekt: Gabriel von Seidl) in der Aichacher Straße
- Rathaus (Architekt: Peter Buddeberg)[44]

### Kunstwerke
- Denkmal zur Erinnerung an Flucht und Vertreibung von Rolf-Dieter Wührl (2006)
- Stahlskulptur „Kreuzweg“ von Silvio Mattioli (Schweiz) im Pflegschloßpark (1999–2002)
- Bronzeplastik „Zeitenwende“ zum Millennium der Künstler Torge, Gruber, Vietzke und Wührl vor dem Amtsturm
- Stahlplastik „Borromäische Ringe“ des Künstlers Karlheinz Torge vor dem Gymnasium Schrobenhausen (2005)
- Kalvarienberg beim Kreiskrankenhaus mit Marienkapelle (19. Jahrhundert) und Kreuzweg (1929)
- Brunnen in der Lachen (Altstadt) von Richard Gruber und Annemarie Miessl-Gruber (2015)
- Kunsthof Lenbachstr. 42 mit Werken zahlreicher Künstler, u. a. Silvio Mattioli, Karlheinz Torge, Richard Gruber (Brunnen), Lothar Vietzke sowie Glaskunst von Brigitte Schuster
- Stadtrunde mit Skulpturenweg
- Antonius-Refugium an der Paar von Anton Bayerstorfer mit Glasfenster Brigitte Schuster

### Natura-2000-Gebiete
Es gibt die drei folgenden FFH-Gebiete im weiteren Umland von Schrobenhausen:
- Gebietsnummer: 7233-371, Gebiet: Amphibienhabitate um Neuburg
- Gebietsnummer: 7233-373, Gebiet: Donaumoosbäche, Zucheringer Wörth und Brucker Forst
- Gebietsnummer: 7433-371, Gebiet: Paar und Ecknach

Vogelschutzgebiete sind keine ausgewiesen.

### Naturdenkmäler
- 1000-jährige Eiche im Stadtteil Gollingkreut mit einem BHU von 9,25 m (2013).[46]

### Landesgartenschau 2031
Im August 2022 erhielt Schrobenhausen den Zuschlag für die Ausrichtung der bayerischen Landesgartenschau 2031. Diese findet sowohl im Flussbereich der Paar und Weilach nähe des Freibades als auch unter Einbezug des Stadtwalls und des unter Denkmalschutz stehenden, 1805 auf dem ehemaligen Franziskaner-Kloster-Gelände eingeweihten „Alten Friedhof“ mit zahlreichen besonderen Grabmälern statt.

### BFF Fiction
Seit 2013 findet das Bundesfilmfestival Fiction des BDFA jährlich in Schrobenhausen statt. Dabei werden fiktionale Kurzfilme gezeigt und von einer Jury bewertet. Vom BFF werden durch ein Auswahlgremium (das aus Teilen der Festivaljury besteht) Filme direkt zu den Deutschen Filmfestspielen (DAFF) 2020 des BDFA weitergemeldet.

### Literarische Sommerakademie Schrobenhausen
Seit 2008 findet jedes Jahr Ende Juli, Anfang August die Literarische Sommerakademie Schrobenhausen (LISA) statt. Hier unterrichten Autoren Schreibbegeisterte aus dem gesamten deutschsprachigen Raum. Ursula Krechel, Friederike Kretzen, Ulla Lenze, Norbert Niemann und viele andere waren oder sind als Dozenten tätig. Neben intensiver Textarbeit für Anfänger und Fortgeschrittene bietet die LISA ein Rahmenprogramm mit Lesungen, Diskussionen und Musik. Die literarische Sommerakademie ist eine Veranstaltung der Stadt Schrobenhausen in Zusammenarbeit mit dem Verband Deutscher Schriftstellerinnen und  Schriftsteller Bayern und mit Unterstützung des Bayerischen Staatsministeriums für Wissenschaft und Kunst. Leiter der LISA ist Arwed Vogel.

### Barockwochen Schrobenhausen
Seit 2008 finden alljährlich unter der Intendanz des Gambisten Jakob David Rattinger die „Barockwochen Schrobenhausen“ mit den Hauptaufführungen Anfang September in Form von Einzelkonzerten, Workshops, Wandelkonzerten, Opern und Barocktheatern statt. Gefördert werden die, der Barockmusik gewidmeten und auf entsprechenden Instrumenten dargebotenen, Konzerte und Aufführungen durch das Land Bayern und zahlreiche Sponsoren. Das Barockfestival zieht alljährlich Besucher aus dem In- und Ausland an. Auftritte der Künstler finden auch im Schloss Schleißheim bei München und in Wasserburg am Inn statt. Träger der Barockwochen ist die Stadt Schrobenhausen, für den der gemeinnützige Verein „Freunde der Barockmusik e. V.“ die Organisation übernommen hat.

### Sport
Fußballvereine
- FC Schrobenhausen
- FC Türkenelf Schrobenhausen
- SV Steingriff
- SC Mühlried
- SV Hörzhausen
- DJK Sandizell
- SG Edelshausen

Schützenvereine
- Kgl. priv. Feuerschützengesellschaft Schrobenhausen
- „Einigkeit“ Steingriff
- Hubertus Sandizell
- Fortuna Halsbach-Hörzhausen
- 1961 Edelshausen
- Spargellandschützen Schrobenhausen
- BSC Schrobenhausen

Dartverein
- SV Steingriff Darts

Basketball
- SSV „Green Devils“ Schrobenhausen

Handball
- SSV Schrobenhausen

Volleyball
- SSV Schrobenhausen

Schwimmen
- SSV Schrobenhausen

Gewichtheben
- ACO Schrobenhausen

Tischtennis/Badminton/Boxen/Turnen
- MTV Schrobenhausen

Skiverein
- Skiclub Sandizell

#### Bäder
- Städtisches Freibad
- Kreishallenbad mit Sauna

#### Sporthallen
- Dreifachturnhalle, Georg-Leinfelder-Straße
- Zweifachturnhalle, Gymnasium
- Mittelschulturnhalle
- Turnhalle Franz-von-Lenbach-Realschule
- Turnhalle Maria-Ward Realschule, Rotkreuzstrasse

#### Tennisanlagen
- TC Schrobenhausen (acht Freiplätze/ein Hallenplatz)
- TC Hörzhausen
- TC Edelshausen
- TC Mühlried
- DJK Sandizell

#### Schießsport
Der Schießsport hat in Schrobenhausen eine besonders alte Tradition, welche eng an die Historie der Stadt geknüpft ist. Eine besondere Rolle dabei spielt die königlich privilegierte Feuerschützengesellschaft Schrobenhausen, gegr. 1335. Im Sportschützengau Schrobenhausen sind zudem weitere 35 Vereine organisiert. Alleine sieben dieser Vereine sind in der Stadt Schrobenhausen beheimatet.

## Persönlichkeiten

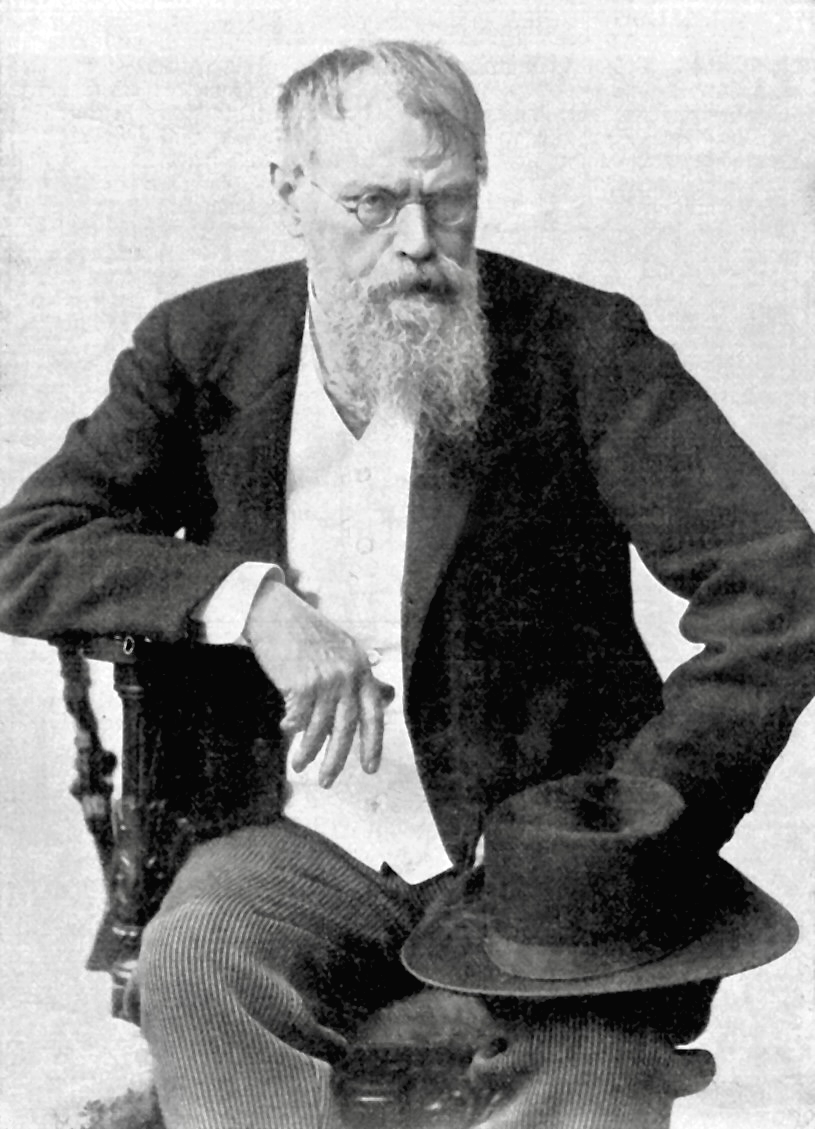
Franz von Lenbach (um 1900)

### Persönlichkeiten

#### In Schrobenhausen geboren
- Willibald Caspari († 1589), Mitunterzeichner der Formula Concordiae, evangelisch-lutherischer Theologe und Pfarrer
- Thaddäus Siber (1777–1854), Mathematiker und Physiker
- Georg von Seybold (1832–1900), Kunstmaler
- Franz von Lenbach (1836–1904), Maler
- Theobald von Fuchs (1852–1943), königlich bayerischer Geheimer Hofrat, von 1916 bis 1918 1. Präsident der Kammer der Abgeordneten des Bayerischen Landtags
- Joseph Sattler (1867–1931), Grafiker
- Otto Widmann (1887–1979), Verwaltungsjurist und Landrat
- Lothar Weinmiller (1897–1941), Geflügelzucht-Wissenschaftler
- Friedl Rinder (1905–2001), deutsche Schachmeisterin
- Franziska Umfahrer (1911–1988), Kunsterzieherin und Stifterin
- Karlheinz Bauer (* 1928), Pionier des Spezialtiefbaus (Bauer-Anker), Ehrenbürger der Stadt
- Klaus Englert (* 1949), Gründer des Europäischen Spargelmuseums, Präsident  bzw. Vorstand des Instituts für Baurecht an der Humboldt-Universität zu Berlin (2009–2016)
- Klaus Döge (1951–2011), Musikwissenschaftler
- Viktor Johann Scheck (* 1952), Maler und Zeichner
- Heiko Herrmann (* 1953), Maler und Bildhauer
- Helga Theunert (* 1954), Medienpädagogin
- Klaus Theodor Wanner (* 1954), Chemiker
- Thomas Bauer (* 1955), Präsident des Bauindustrie Bayern e. V. bis 2011 und von 2011 bis 2016 Präsident des Hauptverbandes der deutschen Bauindustrie, Vorstandsvorsitzender der Bauer AG bis November 2018
- Otto Kronthaler (* 1957), Klarinettist, Pädagoge und Instrumentenbauer
- Marion Schick, geb. Pilnei (* 1958), ehemalige Präsidentin der Fachhochschule München, ehemalige Ministerin für Kultus, Jugend und Sport des Landes Baden-Württemberg (2010–2011)
- Iris Eberl (* 1958), Politikerin (CSU)
- Birgit Schilling (* 1966), Badmintonspielerin
- Martin Eberle (* 1968), Kunsthistoriker und Direktor der Gothaer Museen
- Eleonore Daniel (* 1969), Schauspielerin
- Martin Greif (* 1973), Schauspieler
- Florian Weber (* 1974), Mitglied der Musikgruppe Sportfreunde Stiller
- Bastian Fuchs (* 1974), Rechtswissenschaftler
- Thomas Wodianka (* 1974), Schauspieler
- Sandra Maria Schlegel (* 1977), Schauspielerin
- Georg Michael Fischer (* 1980), Filmeditor
- Andreas Christl (* 1986), Radiomoderator
- Christian Sauer (* 1987), Koch
- Simon Mack (* 1992), Komponist und Musiktheoretiker
- Angelo Mayer (* 1996), Fußballspieler
- Marina Scholz (* 2006), Fußballspielerin

#### Mit Schrobenhausen verbunden
- Johann Baptist Hofner (1832–1913), Tiermaler und Jugendfreund Lenbachs, aus Aresing
- Wolfgang Richard Amadeus Mottl (1894–1962), Güterdirektor der Zwehl’schen Kartoffel-Saatzuchtbetriebe in Oberarnbach und Sandizell, europaweit bekannter Züchter
- Walter Asam (1926–2002), Landrat im Landkreis Schrobenhausen (1961–1972) bzw. Landkreis Neuburg-Schrobenhausen (1972–1984)
- Norbert Richter-Scrobinhusen (1929–1975), Maler und Grafiker, Kunsterzieher am Gymnasium Schrobenhausen
- Josef Schnell (1934–2010), Deutscher Meister im Gewichtheben, Begründer der Firma Schnell-Trainingsgeräte
- Hubert Fichte (1935–1986), Schriftsteller, als Kind 1941 in Steingriff, dann von 1942 bis 1943 in Schrobenhausen
- Walter Mixa (* 1941), Stadtpfarrer von Schrobenhausen (1975–1996), Bischof von Eichstätt (1996–2005) bzw. von Augsburg (2005–2010)
- Rudolf Peterke (* 1945), Abgeordneter des Bayerischen Landtags von 1999 bis 2008
- Denise Marko (* 1994), Schauspielerin, spielte im Film Contergan